# Nuța Olaru
Nuța Olaru (* 28. August 1970 in Orodel, Kreis Dolj) ist eine rumänische Langstreckenläuferin, die sich auf Straßenläufe spezialisiert hat. Ende 2011 erhielt sie die US-amerikanische Staatsbürgerschaft und startet seither für die Vereinigten Staaten.

## Laufbahn
1993 gewann sie den Halbmarathonbewerb des Belgrad-Marathons. 1995 wurde sie nationale Meisterin im Marathon und 1996 im Halbmarathon.
Bei den Halbmarathon-Weltmeisterschaften 1996 in Palma wurde sie Vierte und gewann mit der Mannschaft Gold. Im Jahr darauf wurde sie Sechste beim Paris-Marathon und kam beim Marathon den Leichtathletik-Weltmeisterschaften in Athen auf den 30. Platz. Bei den Halbmarathon-Weltmeisterschaften in Košice wurde sie Fünfte und verteidigte mit der Mannschaft deren Titel. Beim Marathon der Leichtathletik-Europameisterschaften 1998 in Budapest belegte sie den 34. Platz, und 1999 siegte sie beim Halbmarathonbewerb des Gold-Coast-Marathons.
2000 wurde sie Zweite beim Los-Angeles-Marathon, gewann den Lille-Halbmarathon, wurde nationale Vizemeisterin im Halbmarathon und kam bei den Halbmarathon-Weltmeisterschaften in Veracruz auf den 41. Platz. Im Jahr darauf wurde sie erneut Zweite in Los Angeles und verbesserte als Sechste beim London-Marathon ihren persönlichen Rekord um fast zehn Minuten auf 2:25:18 h. Beim Marathon der Weltmeisterschaften in Edmonton lief sie auf Rang 15 ein, und bei den Halbmarathon-Weltmeisterschaften in Bristol wurde sie Elfte. 2002 wurde sie Siebte beim Boston-Marathon, erneut Rumänische Vizemeisterin im Halbmarathon und Achte beim Chicago-Marathon.
Im darauffolgenden Jahr wurde sie beim Marathon der Weltmeisterschaften in Paris/Saint-Denis Elfte, kam bei den Halbmarathon-Weltmeisterschaften in Vilamoura auf Platz 23 und wurde Neunte in Chicago.
2004 wurde sie Fünfte in Boston, belegte beim Marathon der Olympischen Spiele in Athen Platz 13, siegte beim Philadelphia-Halbmarathon und wurde Zweite in Chicago. 2005 wurde sie Zehnte in Boston und gab beim Marathon der Weltmeisterschaften in Helsinki nach 25 km auf. Es folgte ein achter Platz bei den Halbmarathon-Weltmeisterschaften in Edmonton und vierter beim Las-Vegas-Marathon. 2006 wurde sie Vierte in Los Angeles und Sechste in Chicago und 2007 Siebte beim Osaka Women’s Marathon und Sechste in Chicago.
2008 folgte einem siebten Platz in Boston und einem dritten Platz beim Rock ’n’ Roll Marathon der Sieg beim San-Antonio-Marathon. 2009 wurde sie Zweite beim Houston-Marathon und Dritte beim Rock ’n’ Roll Marathon, kam aber beim Marathon der Weltmeisterschaften in Berlin nicht über Platz 60 und bei den Halbmarathon-Weltmeisterschaften in Birmingham nicht über Platz 49 hinaus. 2010 wurde sie Dritte beim Tokio-Marathon.

## Sportliche Erfolge
| Datum/Jahr    | Rang | Wettbewerb                            | Austragungsort | Zeit     | Bemerkung |
| ------------- | ---- | ------------------------------------- | -------------- | -------- | --------- |
| 28. Feb. 2010 | 3    | Tokio-Marathon                        | Tokio          |          |           |
| 1. Okt. 2005  | 8    | Halbmarathon-Weltmeisterschaften 2005 | Edmonton       | 01:11:07 |           |
| 29. Aug. 2004 | 13   | Olympischen Spiele 2004               | Athen          |          |           |
| 3. März 2000  | 2    | Los-Angeles-Marathon                  | Los Angeles    |          |           |

## Persönliche Bestzeiten
- Halbmarathon: 1:09:00 h, 14. September 2002, Drobeta Turnu Severin
- Marathon: 2:24:33 h, 10. Oktober 2004, Chicago